# 威氏突吻魚
威氏突吻魚（学名：Varicorhinus wittei）为輻鰭魚綱鯉形目鲤科的其中一種，分布於非洲Lufira河流域，體長可達27.5公分。

## 扩展阅读
維基物種上的相關：威氏突吻魚